# Rhyncomya yahavensis
Rhyncomya yahavensis är en tvåvingeart som beskrevs av Knut Rognes 2002. Rhyncomya yahavensis ingår i släktet Rhyncomya och familjen Rhiniidae.
Artens utbredningsområde är Egypten. Inga underarter finns listade i Catalogue of Life.